# Launhardtscher Trichter
Der Launhardtsche Trichter stellt die Beziehung von Ortspreis und Entfernung zwischen Produktions- und Absatzort eines Gutes graphisch dar. Die Methode geht zurück auf den deutschen Mathematiker und Ingenieur Wilhelm Launhardt.
Nimmt man eine lineare Beziehung von Ortspreis {\displaystyle p_{o}} und Transportkosten {\displaystyle t}, sowie zwischen Ortpreis und Entfernung {\displaystyle e} an, so lassen sich alle Absatzorte mit gleichem Ortspreis als Punkte auf einem Kreis um das Produktionswerk darstellen. In einer dreidimensionalen Darstellung erhält man so ein trichterförmiges Gebilde.
Mit Hilfe dieses Modells lassen sich räumliche Konkurrenzbeziehungen zwischen mehreren Anbietern untersuchen. Auch die Auswirkungen von Zöllen lässt sich gut darstellen.